# 趙達 (曹魏)
趙達（2世紀—210年代），漢末校事，曹操手下。

## 生平
趙達同盧洪被曹操擔任為撫軍都尉，負責監視軍人及檢舉他人過失。
當時朝廷置校事，負責監察众低級官員，趙達升任其官。當時朝廷禁酒，但尚書郎徐邈喜歡喝酒，違背禁酒令私自飲酒，而且還在處理公務時喝醉了。校事趙達走來詢問公事，發現徐邈喝醉；趙達於是將此事向曹操報告，曹操聽後大怒，想要嚴懲徐邈，但在鮮輔的求情下作罷。
丞相理曹掾高柔認為校事既不是在百官之上，又非聽命於百官，本來沒有權限懲處官員；而且校事趙達等人又多次以自己喜惡去處事作威作福，應作檢討。但曹操信任趙達，認為只有他們才能做到檢百官的效能。後來趙達等人的奸惡之事被揭發，都被曹操依法處死或判刑，曹操對高柔以當初未聽其諫言之事而道歉。

## 評價
- 當時曹操叫盧洪和趙達監視軍人時，大家對盧洪、趙達恨得要死，軍中有人抱怨說：「不畏曹公，但畏盧洪；盧洪尚可，趙達殺我。」
- 在趙達事洩前，高柔勸諫：「設官分職，各有所司。今置校事，旣非居上信下之旨。又達等數以憎愛擅作威福，宜檢治之。」
  - 曹操反駁高柔觀點，認為：「卿知達等，恐不如吾也。要能刺舉而辨衆事，使賢人君子為之，則不能也。昔叔孫通用羣盜，良有以也。」

## 另見
- 盧洪，同事